# Турково (Ленінградська область)
Турково (рос. Турково) — присілок Бокситогорського району Ленінградської області Росії. Входить до складу Великодвірського сільського поселення.
Населення — 7 осіб (2012 рік). 